# New Perlican
New Perlican är en ort i Kanada.   Den ligger i provinsen Newfoundland och Labrador, i den östra delen av landet, 1 700 km öster om huvudstaden Ottawa. New Perlican ligger 45 meter över havet och antalet invånare är 188.
Terrängen runt New Perlican är huvudsakligen platt, men söderut är den kuperad. Havet är nära New Perlican åt nordväst. Runt New Perlican är det mycket glesbefolkat, med 7 invånare per kvadratkilometer.. Närmaste större samhälle är Victoria, 17,2 km sydost om New Perlican. 
Trakten runt New Perlican består i huvudsak av gräsmarker.